# Eoscarta modiglianii
Eoscarta modiglianii är en insektsart som beskrevs av Schmidt 1910. Eoscarta modiglianii ingår i släktet Eoscarta och familjen spottstritar. Inga underarter finns listade i Catalogue of Life.